# 内海賢太郎
内海 賢太郎（うつみ けんたろう、1974年 - ）は、日本の声優事務所経営者、マネージャー、芸能プロモーター。賢プロダクション代表取締役社長。神奈川県横浜市出身。桜美林大学国際学部卒業。

## 来歴
両親が共に声優であったが、自身は声優業界に対してはあまり興味を持っておらず、両親と同じく声優を目指すといった気持ちも無かったという。両親は声優事務所「賢プロダクション」を経営していたが、「会社を継いでほしい」と言われることも無かったため、大学卒業後は別の業界に進むことを考えていた。
大学生の時、賢プロダクションの一部タレントやマネージャーたちが一斉に退所・独立するという出来事があり、両親が苦労しているところを目の当たりにし、「少しでも力になれれば」という思いを抱き、在学中の1998年にアルバイトとして賢プロダクションに入社した。
大学卒業後は正社員となり、営業マネージャーとして約10年間勤務した。タレントの売り込みや現場対応、音響制作といった仕事をこなし、共演者やディレクター、プロデューサーなど多数の人物と関わることで、「人とのつながり」が大切であることを痛感したという。
2007年に賢プロダクションの代表取締役に就任した。
2015年、日本声優事業社協議会副理事長へ就任。

## 人物
父は声優の内海賢二。母は声優の野村道子。
一人息子である。既婚者で二児の父。